# Amphioplus
Amphioplus är ett släkte av ormstjärnor. Amphioplus ingår i familjen trådormstjärnor.

## Dottertaxa tillAmphioplus, i alfabetisk ordning[1]
- Amphioplus aciculatus
- Amphioplus acutus
- Amphioplus affinis
- Amphioplus agassizii
- Amphioplus albidus
- Amphioplus ancistrotus
- Amphioplus archeri
- Amphioplus articulatus
- Amphioplus asterictus
- Amphioplus aurensis
- Amphioplus basilicus
- Amphioplus brachiostictus
- Amphioplus caelatus
- Amphioplus capax
- Amphioplus caulleryi
- Amphioplus causatus
- Amphioplus cernuus
- Amphioplus cincta
- Amphioplus cipus
- Amphioplus conditus
- Amphioplus conductus
- Amphioplus confinis
- Amphioplus congensis
- Amphioplus coniortodes
- Amphioplus ctenacantha
- Amphioplus cuneatus
- Amphioplus cyrtacanthus
- Amphioplus daleus
- Amphioplus debilis
- Amphioplus depressus
- Amphioplus didymus
- Amphioplus dispar
- Amphioplus echinatulus
- Amphioplus echinulatus
- Amphioplus exsecratus
- Amphioplus falcatus
- Amphioplus famula
- Amphioplus firma
- Amphioplus furcatus
- Amphioplus gentilis
- Amphioplus gibbosus
- Amphioplus glauca
- Amphioplus grata
- Amphioplus gravelyi
- Amphioplus guangdongensis
- Amphioplus hastatus
- Amphioplus hendleri
- Amphioplus heptagonus
- Amphioplus hexabrachiatus
- Amphioplus impressus
- Amphioplus incisus
- Amphioplus integer
- Amphioplus intermedia
- Amphioplus intermedius
- Amphioplus iuxtus
- Amphioplus japonicus
- Amphioplus laevis
- Amphioplus legatus
- Amphioplus lobata
- Amphioplus longirima
- Amphioplus longuscutum
- Amphioplus lorioli
- Amphioplus lucidus
- Amphioplus lucyae
- Amphioplus macilentus
- Amphioplus macraspis
- Amphioplus magellanicus
- Amphioplus magnificus
- Amphioplus margueritae
- Amphioplus megapomus
- Amphioplus modestus
- Amphioplus occidentalis
- Amphioplus ochroleuca
- Amphioplus parviclypeus
- Amphioplus parvitus
- Amphioplus patulus
- Amphioplus pectinatus
- Amphioplus pegasus
- Amphioplus peregrinator
- Amphioplus peresi
- Amphioplus personatus
- Amphioplus philohelminthius
- Amphioplus platyacanthus
- Amphioplus polymorphus
- Amphioplus potens
- Amphioplus psilochora
- Amphioplus qingdaoensis
- Amphioplus refectus
- Amphioplus relictus
- Amphioplus repositus
- Amphioplus rhadinobrachius
- Amphioplus seminudus
- Amphioplus sepultus
- Amphioplus servatus
- Amphioplus signalis
- Amphioplus sinicus
- Amphioplus spinosus
- Amphioplus spinulosus
- Amphioplus stearnsii
- Amphioplus stenaspis
- Amphioplus stewartensis
- Amphioplus stratus
- Amphioplus strongyloplax
- Amphioplus suspectus
- Amphioplus tessellata
- Amphioplus textilis
- Amphioplus thomassini
- Amphioplus thrombodes
- Amphioplus timsae
- Amphioplus titubantius
- Amphioplus trepidus
- Amphioplus trichoides
- Amphioplus tumidus
- Amphioplus verrilli